# بهيمية

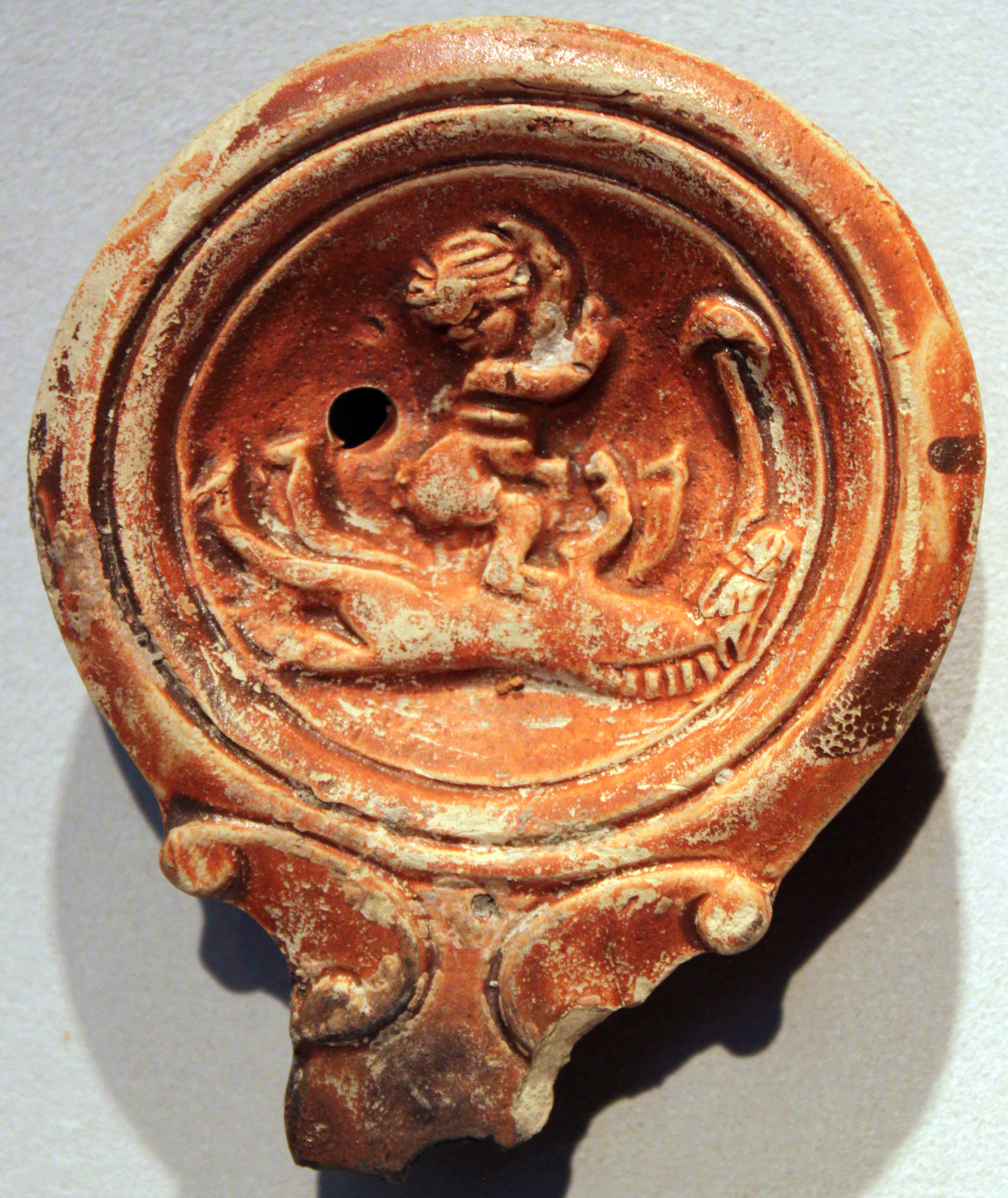
مصباح زيت روماني يصور فعل بهيمية للقرنين الأول والثالث الميلاديين

البهيمية (بالإنجليزية: bestiality أو Zoophilia، نقحرة زوفيليا) هي اضطراب جنسي يلجأ من خلاله الشخص إلى ممارسة الجنس مع الحيوانات، البهيمية تعدّ جريمة في معظم دول العالم كما أنها محرمة في العديد من الأديان.

## سبب عدم التقبل الأخلاقي

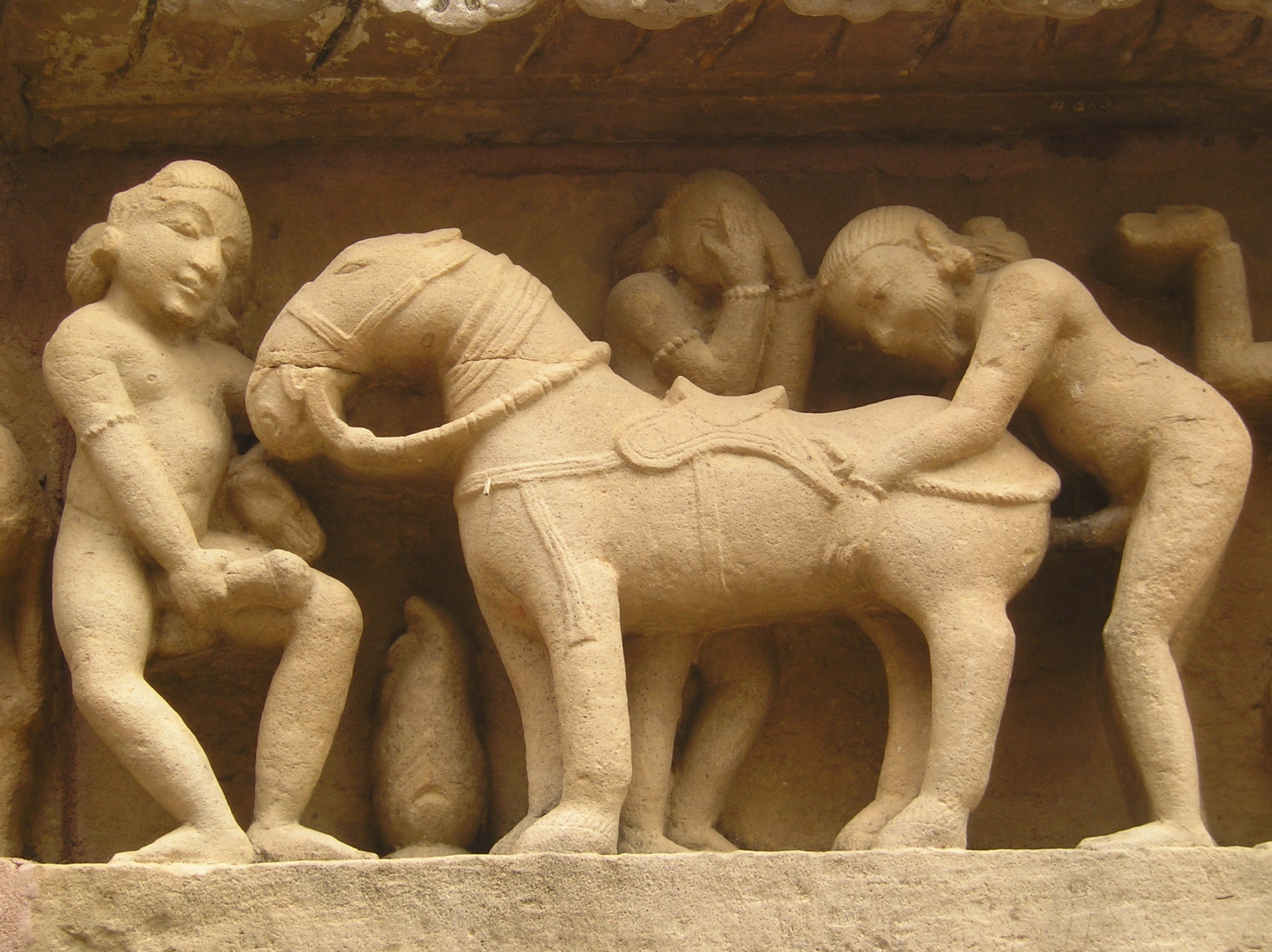
مجسم هندوسي يمثل للبهيمية معروض في أحد المعابد

من أهم مقومات الأخلاق الجنسية هي الرضا والموافقة والقدرة على الرفض. أقل ما تتقبله كل نظم الاخلاق تقريبا هي موافقة جميع الاطراف في ممارسة النشاط الجنسي. حيث تُثار أسئلة حول الاخلاقيات الجنسية التي لها علاقة مع من من حقه إعطاء الموافقة، وما نوع المواقف التي يمكن الموافقة عليها. في الغرب، كثيرا ما تضع الفكرة القانونية لإبداء الموافقة المعايير العامة بشأن هذه المسالة. إلا ان بعض الفئات، التي هي غير قادرة على إبداء حق الموافقة هم من الأطفال، المعاقين ذهنيا، المرضى عقليا، الحيوانات، وأحيانا الاشخاص تحت تأثير المخدرات أو الكحول.